# Cordillera de Zarao
Cordillera de Zarao är kullar i Chile.   De ligger i regionen Región de Los Lagos, i den södra delen av landet, 900 km söder om huvudstaden Santiago de Chile.
I omgivningarna runt Cordillera de Zarao växer i huvudsak blandskog. Runt Cordillera de Zarao är det glesbefolkat, med 11 invånare per kvadratkilometer.